# Saint-Pé-Delbosc
Saint-Pé-Delbosc is een gemeente in het Franse departement Haute-Garonne (regio Occitanie) en telt 121 inwoners (1999). De plaats maakt deel uit van het arrondissement Saint-Gaudens.

## Geografie
De oppervlakte van Saint-Pé-Delbosc bedraagt 5,5 km², de bevolkingsdichtheid is 22,0 inwoners per km².

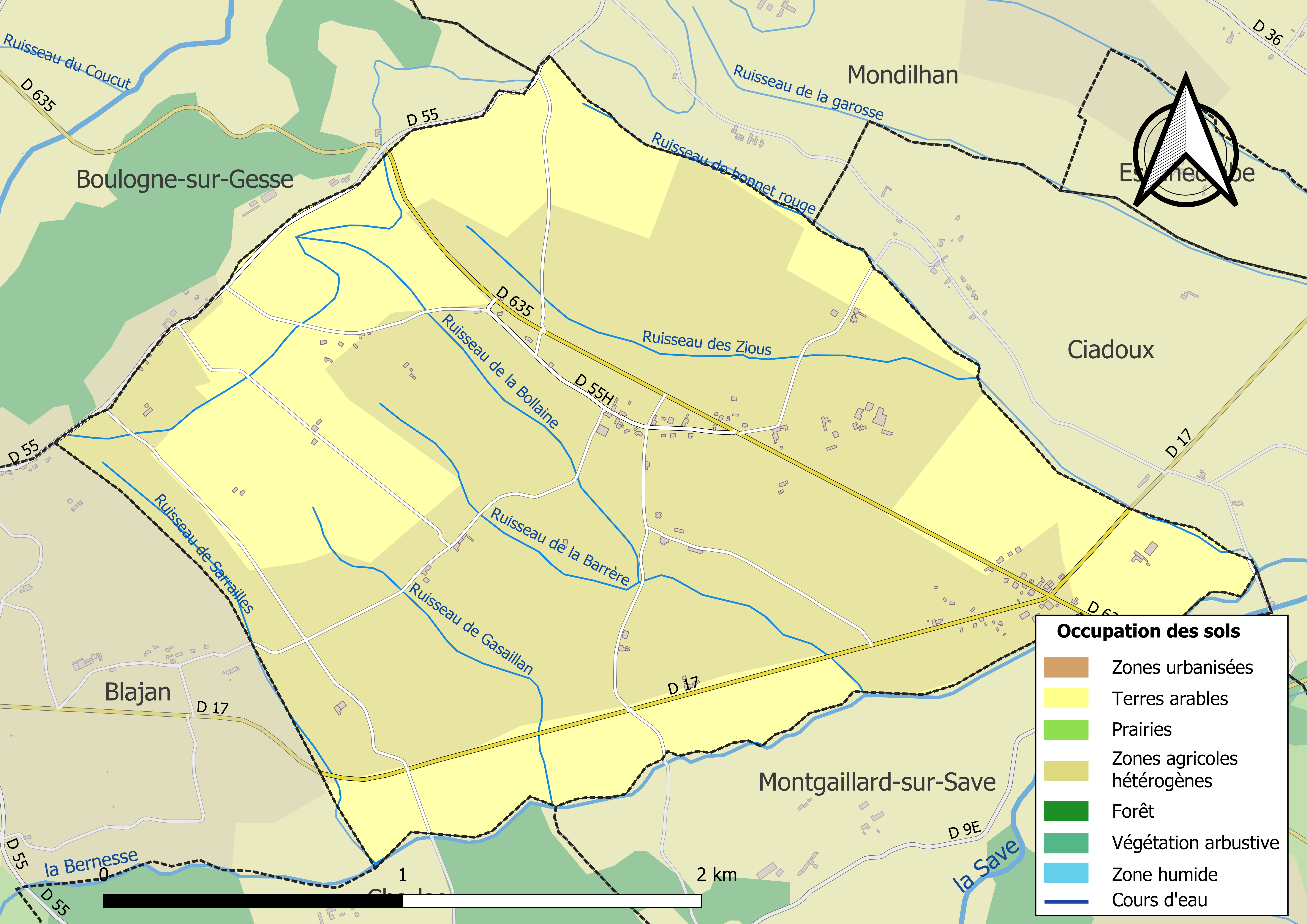
Kaart van de gemeente met de belangrijkste infrastructuur,bodemgebruik en omliggende gemeenten

## Demografie
Onderstaande figuur toont het verloop van het inwonertal (bron: INSEE-tellingen).